# 屠季
屠季（1242年－1323年），宋淳祐二年（1242年）生，元至治三年（1323年）卒，為甬上屠氏的始祖。

## 生平
宋理宗朝 屠季字邦彥 世居大梁 隨宋皇南渡 自汴來浙迄高宗避金與明州定海 昌國時遂家於四明甬北 稱一世祖

## 詩詞
移居甬江有感 其一（宋·屠季）

　　五言律诗　押灰韵

卜宅傍江隈，幽闲绝点埃。青山排闼入，碧水绕篱回。

孤况依归鸟，愁怀对酒杯。百年堪一笑，未死已心灰。

移居甬江有感 其二（宋·屠季）

　　五言律诗　押麻韵

车马长云寂，逍遥意亦嘉。水田殊不恶，茅屋讵堪嗟。

故土含情远，荒村入望赊。何由慰旅泊，耕殖毕生涯。